# 阿尔贝洛·乌苏里亚加
阿尔贝洛·乌苏里亚加·洛佩斯（Albeiro Usuriaga López，1966年6月12日—2004年2月11日），哥伦比亚足球运动员，昵称“鸽子”。
乌苏里亚加场上司职前锋，1987年成为一名职业运动员。1989年，他代表麦德林国民竞技足球俱乐部在解放者杯决赛中打入关键入球，自此成名。次年，他又在哥伦比亚国家足球队对阵以色列国家足球队的一场1990年世界杯足球赛预选赛附加赛中打入一球，帮助哥伦比亚队打入世界杯决赛圈。
但是不久后，乌苏里亚加因为纪律问题，被开除出哥伦比亚国家队，此后辗转于多国联赛中，未能继续取得突破。1997年，乌苏里亚加因为吸食可卡因，被禁赛两年。
2004年，乌苏里亚加在卡利街头被枪杀。

## 资料
- 哥伦比亚前国脚乌苏里亚加在寓所前遭枪杀 （页面存档备份，存于）
- 埃斯科巴悲剧再度重演 又一哥伦比亚国脚遭枪杀 （页面存档备份，存于）
- 哥伦比亚再次发生惨剧前著名球星乌苏里亚加身中七枪毙命